# Sarny
Sarny (Ucraino: Сарни) è una città  dell'Ucraina (28 626 abitanti) situata nel distretto di Sarny, nell'oblast' di Rivne. Ospita l'amministrazione del distretto di Sarny e della comunità territoriale di Sarny, una delle comunità territoriali dell'Ucraina.